# Aeroportul Lauriston
Aeroportul Lauriston (IATA: CRU, ICAO: TGPZ) este un aeroport din Hillsborough⁠(d), Carriacou and Petite Martinique⁠(d), Grenada ce deservește zona Hillsborough⁠(d).
Situat la o altitudine de 2 m, aeroportul dispune de o singură pistă.